# Коналл Каэл
Коналл Каэл (Коналл мак Маэл Кобо; др.‑ирл. Conall Cáel, Conall mac Máele Cobo; убит в 654) — король Кенел Конайлл (будущего Тирконнелла) и верховный король Ирландии (642—654) из Северных Уи Нейллов. Правил совместно со своим братом Келлахом мак Маэл Кобо.

## Биография

### Ранние годы
Коналл был сыном скончавшегося в 615 году правителя Кенел Конайлл и верховного короля Ирландии Маэл Кобо мак Аэдо. После смерти Маэл Кобо титул верховного короля перешёл к правителю Айлеха Суибне Заике, а после его смерти в 628 году — к дяде Келлаха Домналлу мак Аэдо.
В 630-х годах свои притязания на титул верховного короля Ирландии предъявил правитель Ульстера Конгал Кривой. В 637 году для борьбы со своим соперником Домналл мак Аэдо создал коалицию, в которую вошли представители как Северных, так и Южных Уи Нейллов. На стороне Аэда, кроме его племянников Коналла Каэла и Келлаха мак Маэл Кобо, выступили короли-соправители Бреги Диармайт и Блатмак мак Аэдо Слане и их брат Дунхад. В сражении при Маг Рот войско королей-союзников одержало решительную победу над войском ульстерского правителя и примкнувших к нему короля Айлеха Крундмаэла мак Суибне и правителя Дал Риады Домналла I. Среди погибших на поле боя был король Конгал Кривой, а также сражавшиеся на стороне ульстерцев сын и внук бывшего короля Миде Коналла Гутбинна, Айрметах Кривой и Фаэлху мак Айрметайг. В ирландских анналах также сообщается о произошедшей в один день со сражением при Маг Рот морской битве при Сайлтире, в которой предводительствуемый Коналлом Каэлом флот Домналла мак Аэдо нанёс поражение объединённому флоту Айлеха и Дал Риады.

### Верховный король Ирландии
После смерти в 642 году Домналла мак Аэдо власть над Кенел Конайлл и титул верховного короля унаследовали его племянники Коналл Каэл и Келлах мак Маэл Кобо, ставшие королями-соправителями. Об этом известно из сообщений ирландских анналов и списков верховных королей в «Лейнстерской книге» и трактате «Laud Synchronisms». Однако наиболее древний из списков королей Тары, сохранившийся в составе саги «Видение Конна», называет преемниками Домналла королей Диармайта и Блатмака мак Аэдо Слане. Вероятно, правители Бреги после смерти Домналла мак Аэдо предъявили притязания на титул верховного короля, что и нашло отражение в противоречивости сообщений средневековых источников о преемниках Домналла. Предполагается, что Келлах и Коналл признавались единственными верховными королями Ирландии только во владениях Северных Уи Нейллов, в то время как среди Южных Уи Нейллов в этом качестве могли рассматриваться также и короли Домналл и Блатмак.
Вероятно, власть Коналла Каэла и Келлаха мак Маэл Кобо не была прочной. В 650 году им пришлось столкнуться с мятежом своего двоюродного брата Энгуса, сына короля Домналла мак Аэдо. В произошедшем при Дун Кремтайнне сражении Коналл и Келлах одержали победу, а Энгус мак Домнайлл пал на поле боя.
Одновременно продолжалось и противостояние с короля-соправителями Бреги Диармайтом и Блатмаком мак Аэдо Слане. В 654 году жертвой этого конфликта стал сам Коналл Каэл: по свидетельству «Анналов Ульстера» и «Анналов четырёх мастеров» он был убит Диармайтом. Вероятно, после смерти Коналла его брат стал единоличным обладателем титула верховного короля. Однако также существует предположение, что одновременно с убийством Коналла король Келлах мог быть пленён Диармайтом и с того времени до своей смерти в 658 году находиться в заключении. После кончины Келлаха мак Маэл Кобо титул верховного короля перешёл к правителям Бреги Диармайту и Блатмаку мак Аэдо Слане.